# Clavellotis briani
Clavellotis briani is een eenoogkreeftjessoort uit de familie van de Lernaeopodidae. De wetenschappelijke naam van de soort is voor het eerst geldig gepubliceerd in 2001 door Benmansour, Ben Hassine, Diebakate & Raibaut.